# 徳島市立図書館
徳島市立図書館（とくしましりつとしょかん）は、徳島県徳島市元町にある市立図書館である。アミコビル内の5〜6階に位置する。
指定管理者は株式会社図書館流通センター、所管課は徳島市教育委員会社会教育課である。2020年4月より株式会社HACOが施設命名権（ネーミングライツ）を取得し、名称がはこらいふ図書館となった。

## 移転
2012年4月1日に徳島市中央公民館からアミコビル5〜6階に移転し、施設面積は1040m2から3000m2へ、蔵書能力は27万冊から50万冊へ増強された。館内には新たにテラスやラウンジスペース、たたみコーナーなどが設けられた他、徳島県内の公立図書館としては初となる自動貸出機も設置されている。
移転工事開始前は、5階に徳島市シビックセンター、6階に徳島東急インが入っていた。
なお、移転後も旧館の一部は移動図書館基地などとして利用が続けられている。

## 施設

### 現在
（参照）
- 新館（アミコビル）
  - 6階 - 一般室、会議室、事務室、書庫、そごうへの連絡通路 など
  - 5階 - こども室、子育てスペース（厳密には図書館に属さない）、そごうへの連絡通路 など
  - 1階 - 出入口、返却ポスト など
- 旧館（公民館）
  - 4階 - 書庫
  - 3階 - 移動図書館・配本作業室 など
  - 1階 - 返却ポスト、移動図書館・配本車車庫

### 移転前
- 徳島市中央公民館
  - 4階 - 事務室、書庫
  - 3階 - 一般室
  - 2階 - こども室
  - 1階 - 出入口、返却ポスト、移動図書館・配本車車庫

### 移動図書館
- 巡回文庫車“いずみ号”

## 利用情報
- 開館時間：午前9時〜午後9時
- 休館日：毎月第一火曜日、1月1日、長期図書整理期間(毎年10日以内)
- 駐車場：徳島駅前西地下駐車場（154台）、アミコラインパーク（420台）

## 歴史
1981年までは
- 1950年（昭和25年）12月20日 - 内町小学校（当時は寺島本町西の現アミコビルに所在）2階に高松CIE図書館徳島分館が開館。
- 1952年（昭和27年）
  - 4月28日 - 内町小学校CIE図書館がアメリカ文化センター (ACC) 徳島分校となる。
  - 6月12日 - ACC徳島分校が徳島公園（現徳島中央公園）千秋閣跡の旧進駐軍宿舎スキャップ・ホテルに移転。
  - 7月16日 - ACC徳島分校（徳島町城内1番地）に徳島市立図書館が設置される。徳島市立図書館設置条例を施行。
- 1958年（昭和33年）11月23日 - 徳島市立図書館が徳島公園月見櫓跡北側に新築移転。
- 1960年（昭和35年）
  - 4月 - 徳島市中央公民館が市立図書館と同地に開館。
  - 6月30日 - 図書館は公民館に付設。徳島市中央公民館付属図書館にを設置。
- 1981年（昭和56年）
  - 3月30日 - 徳島市立図書館条例（徳島市条例第17号）を制定。
  - 4月17日 - 徳島市中央公民館と共に徳島町城内2番地の1に移転。
  - 5月1日 - 徳島市立図書館条例（徳島市条例第17号）を施行。徳島市中央公民館付属図書館から独立。
- 2003年（平成15年）4月1日 - 徳島市ブックスタート事業を開始。
- 2008年（平成20年）4月1日 - 株式会社図書館流通センターに管理運営を委託（3年間、2011年3月31日まで）。
- 2011年（平成23年）
  - 4月1日 - 株式会社図書館流通センターに管理運営を委託（1年間、2012年3月31日まで）。
  - 6月1日 - 移転予定地の3〜5階を使用していた徳島シビックセンターが休館。
- 2012年（平成24年）
  - 1月17日 - アミコビルへの移転準備のため、徳島市立図書館を閉館。
  - 4月1日 - アミコビル5〜6階に移転。株式会社図書館流通センターに管理運営を委託（3年間、2015年3月31日まで）。
  - 4月1日 - 電子書籍貸出サービスを開始。自動貸出機を設置。
  - 4月1日 - 徳島東部地域定住自立圏共生ビジョンの取組の一環として、徳島市・石井町・北島町（1市2町）の図書館相互利用を開始。
- 5月14日 - JR徳島駅コンコースに返却ポストを設置。
- 2013年（平成25年）
  - 3月13日 - 徳島大学附属図書館と徳島市立図書館の連携協力に関する協定を締結。
- 2015年（平成27年）4月1日 - 株式会社図書館流通センターに管理運営を委託（5年間、2020年3月31日まで）。
- 2020年（令和2年）4月1日 - 株式会社HACOが施設命名権（ネーミングライツ）を取得、愛称がはこらいふ図書館となる。株式会社図書館流通センターに管理運営を委託（5年間、2025年3月31日まで）。

## 周辺
- JR徳島駅

### 主な商業施設
- 徳島クレメントプラザ（駅ビル内）
- アミコ専門店街
  - 徳島市シビックセンター
- フレシアとくしま
- 徳島名店街ビル

## 交通
バス
- 徳島市営バス、徳島バス「徳島駅前」バス停から徒歩約4分。
- ジェイアール四国バス、徳島バス、琴平バス「徳島駅前」バス停から徒歩約4分。
- 海部観光「徳島営業所」バス停から徒歩約6分。

鉄道
- JR高徳線・牟岐線徳島駅から徒歩約5分。